# Johannes Vall
Johannes Björn Vall, född 19 oktober 1992 i Falkenberg, är en svensk fotbollsspelare som spelar för isländska ÍA Akraness.

## Klubbkarriär
Vall började spela fotboll i Skrea IF som fem-sexåring. Han gick som junior över till Falkenbergs FF. Han debuterade för A-laget mot IFK Norrköping i den sista omgången av Superettan 2009. Matchen slutade 1–1 och Vall byttes in i den 82:a minuten mot Tobias Nilsson. Säsongen 2010 spelade han tre matcher, samtliga som inhoppare. Under 2011 spelade Vall åtta matcher, varav tre matcher från start samt gjorde en assist. Efter säsongen förlängde han sitt kontrakt med två år.
Under säsongerna 2012 och 2013 spelade han totalt 14 matcher. Anledningen till att det inte blev mycket mer spel för Vall var att han varit väldigt skadedrabbad. Under sin allsvenska debutsäsong spelade Vall 22 matcher, varav tre från start, och gjorde fyra mål. I december 2014 förlängde han sitt kontrakt med två år. Under säsongen 2016 spelade han främst som vänsterback. I december 2016 förlängde han sitt kontrakt med ett år.
I augusti 2017 värvades Vall av IFK Norrköping, där han skrev på ett 2,5-årskontrakt. I juli 2019 lånades Vall ut till Östers IF på ett låneavtal över resten av säsongen 2019. Den 13 januari 2020 värvades Vall av Ljungskile SK, där han skrev på ett ettårskontrakt. Efter säsongen 2020 lämnade Vall klubben.
I februari 2021 värvades Vall av isländska Valur. I januari 2022 värvades Vall av ÍA Akraness, där han skrev på ett tvåårskontrakt.

## Landslagskarriär
Han landslagsdebuterade för Sveriges U17-landslag den 14 juli 2009 mot Norge i en fyrnationsturnering i Halland. Vall spelade från start i sin debutmatch som slutade 2–2, men byttes i den 64:e minuten ut mot Simon Leonidsson. Totalt spelade han tre landskamper för Sveriges U17-landslag under 2009. De övriga två landskamperna kom även under fyrnationsturneringen; mot Island och Wales.